# La Veu del Camp
La Veu del Camp: periódich mensual de l'Associació Catalanista de Reus va ser una publicació reusenca que començà l'11 de gener de 1885. El darrer número conservat és el del 15 de març de 1890.

## Història i contingut
L'Associació Catalanista de Reus va publicar aquesta revista com a portaveu de les seves actuacions. Durant el primer any va ser mensual, però a partir de 1886 es convertí en setmanari. Com es llegeix al número 1: "Un dels primers pensaments dels individuos que constituirem l'Associació catalanista de Reus […] fou la publicació d'un periódich que representés totas las aspiracions de la mateixa, que al mateix temps que fòs llas de germandat entre'ls catalanistas de la nostra comarca, propagués l'amor a tot lo que té relació directa o indirecta ab lo catalanisme". La iniciativa del nom partí de Joaquim Borràs i de March.
Com a lema, el periòdic portava "Reus Flos Campi". Com a portaveu de l'Associació en ressenyava les activitats: les excursions i les vetllades dels socis, els continguts de les assemblees, etc. També valorava el Camp des d'un punt de vista catalanista, tot assenyalant els monuments de la comarca, les seves figures notables, l'art i la literatura que s'hi produïen. La vida de l'Associació els primers anys es pot seguir a través del balanç que redactava el secretari després de la junta general extraordinària i que La Veu del Camp reproduïa íntegrament.
El contingut ideològic de La Veu del Camp és més aviat primari, fet més de generalitzacions idealitzadores que d'anàlisis concretes. En la seva declaració de principis diuen voler tan sols la millora del llenguatge català, la recerca sobre el passat i l'elevació "del nivell moral del nostre poble", i alhora incrementar "en los cors lo foch sagrat de l'amor a la pàtria". Els redactors es confessen regionalistes en el sentit més estricte del mot, però es declaren també anticentralistes. Per a ells allò fonamental és la reivindicació idiomàtica i la cohesió social de Catalunya i "los Centres Catalanistas han de prescindir i fer abstracció de la política".
El periodista i historiador reusenc Francesc Gras i Elies diu: "Fue el primer periódico redactado en catalán que se publicó en esta ciudad […] en sus tomos aparecen trabajos literarios [i textos] del venerable patriarca catalanista D. Bernardo Torroja". De fet, el primer periòdic en català publicat a Reus va ser Lo Campanar de Reus.
Quan l'Associació Catalanista de Reus s'anà esllanguint, els elements joves van decidir crear una nova organització que mostrés més empenta en la tasca catalana i crearen la Lliga Catalanista de Reus, que més endavant formaria el Foment Nacionalista Republicà. Això va representar la desaparició de l'Associació Catalanista de Reus i de La Veu del Camp el 1900. Més endavant, el 1913, quan va arribar a Reus el partit de Cambó, les joventuts de la Lliga Regionalista a Reus van treure una altra publicació amb el nom de La Veu del camp: setmanari català, com a portaveu del grup, reutilitzant la desapareguda capçalera. El redactor en cap era Josep Banús i Sans i un dels principals redactors Camil Òdena. Aquest nou setmanari es publicà del 1913 al 1921.

## Redactors i col·laboradors
El director era Salvador Vilanova. El qui més hi va escriure va ser Bernat Torroja, president de l'Associació. Hi publiquen sovint articles i poesies Eugeni Mata, Faustí Planàs, Josep Martí Folguera, Sebastià Torroja, Antoni Serra, Marià Fonts, Bonaventura Sanromà i Quer, Joan Kaisser, Pau Font de Rubinat, Manuel Rocamora, Isidor Frias, Antoni Pascual i Cugat, Eduard Toda, Francesc Colom i Joaquim Borràs i de March. Mentre hi va estar estudiant, Àlvar Bielza va fer de corresponsal a Madrid.
Des de 1886, quan aparegué Lo Somatent, les aportacions anaren minvant, perquè la majoria de redactors col·laboraven en la nova publicació, i es veu com Bernat Torroja omplia cada vegada més el setmanari, fins a confeccionar-lo gairebé tot sol.

## Aspectes tècnics
La capçalera és il·lustrada. Publicada primer mensualment, però a partir del gener de 1886 passa a setmanal, canviant el subtítol: "periódich setmanal de l'Associació Catalanista de Reus". El 1887-1888 passa a ser desenal, i la segona sèrie, el 1889-1890 quinzenal. Té diferents èpoques: comença: Any 1, núm. 1 (11 janer 1885); i acaba: any 4, núm. 111 (30 abr. 1888). Reprèn: 2a època el 1888; i acaba el 1889. Reprèn: 2a sèrie, any 5, núm. 1 (1 nov. 1889); i acaba el 15 de març de 1890 (últim número localitzat). Té diversos impressors: Estampa de Sabater i Estampa d'E. Navàs. Es distribuïa gratuïtament entre els socis de l'Associació Catalanista i tenia diversos punts de venda a la ciutat.

## Localització
- Una col·lecció incompleta a la Biblioteca Central Xavier Amorós de Reus.[6]
- Una col·lecció incompleta a la Biblioteca del Centre de Lectura de Reus i a la Biblioteca de Catalunya.[7]